# مير أباد (نارستان)
میر أباد (بالفارسية: میرآباد) هي قرية تقع في إيران في قسم نارستان الريفي.